# Crónica de Peterborough
Crónica de Peterborough, también conocida como el Manuscrito Laud, es un manuscrito que pertenece a la Crónica anglosajona, la cual contiene información única acerca de la historia de Inglaterra tras la conquista normanda. Según el filólogo J. A. W. Bennett, se trata de la única crónica histórica escrita en prosa perteneciente al periodo comprendido entre la conquista normanda y finales del siglo XIV.
Fueron varios monasterios de la Inglaterra anglosajona los encargados de crear y mantener la Crónica anglosajona, que fueron un intento de grabar la historia de Gran Bretaña a partir del nacimiento de Jesucristo. A partir de este hecho, las crónicas continuaban comentando la Biblia y la época romana, hasta llegar a la era anglosajona. Todas las grandes congregaciones religiosas de Inglaterra poseían su propia copia individual, que no se parecía a ninguna otra copia existente. Sin embargo, cuando un monasterio era dañado o destruido, o un monasterio comenzaba una nueva copia, era normal que los monasterios más cercanos enviasen sus manuscritos para que fuesen copiados. De esta manera, la nueva copia se parecía al original hasta la fecha en la que era realizada dicha copia, a partir de la cual pasaba a tener una idiosincrasia propia. Este fue el caso de la Crónica de Peterborough: un incendio obligó a la abadía a copiar las crónicas de otras iglesias hasta el año 1120.
Cuando Guillermo I conquistó Inglaterra, el anglo-normando se convirtió en el idioma oficial, y las Crónicas anglosajonas, como norma general, cesaron. No obstante, los monjes de la abadía de Peterborough siguieron registrando eventos en ellas. A pesar de que la Crónica de Peterborough no es un texto histórico realizado por expertos, no deja de ser de los pocos relatos sobre el periodo comprendido entre 1070 y 1154, escrito en inglés y bajo un punto de vista popular.
Esta crónica es, además, una fuente de información importante sobre el idioma denominado inglés medio. La primera continuación, por ejemplo, está escrita en idioma anglosajón propiamente dicho o inglés antiguo; la segunda, en cambio, comienza a mostrar formas mixtas, hasta su finalización, donde aparece una transición hacia una temprana forma de inglés medio. Las novedades registradas en la segunda continuación son abundantes como, por ejemplo, el pronombre femenino «she» (escrito en el texto como «scæ»), donde aparece por vez primera.

## El fuego y las continuaciones
Hoy en día, la Crónica de Peterborough está considerada como una de las cuatro versiones que existen de las Crónicas Anglosajonas (junto con la Crónica de Winchester o Crónica de Parker; la Crónica de Abingdon y la Crónica de Worcester), aunque no es completamente distinta a las demás (Bennett y Smithers, 1989). El 4 de agosto de 1116, se produjo un incendio en Peterborough que destruyó la biblioteca del monasterio. Por lo tanto, la etapa más temprana de las Crónicas Anglosajonas en Peterborough es una copia de la crónica de la Catedral de Winchester (Ramsay, 1898). 
xcmdfkvam s
En el siglo XI, la crónica en Peterborough se separa de la de Parker. Se ha especulado que se usó una proto Crónica de Kent, llena de intereses nacionalistas y regionalistas para esos años. Los copistas de Peterborough probablemente utilizaron varias fuentes para sus «años perdidos» pero la disolución de los monasterios llevada a cabo por Enrique VIII hace imposible asegurarlo. De todas formas, las entradas correspondientes al siglo XII hasta el año 1122 son una mezcla de fuentes, donde en una mitad se emplea una fuente y en la otra mitad, otra fuente, saltando de una fuente a otra. Estos cambios aumentan la vejatoria posibilidad de la existencia de una crónica perdida que sirvió como fuente única y común. 
Es a partir de 1122 cuando el manuscrito de Peterborough se convierte en único. Por consiguiente, el documento conocido como Crónica de Peterborough está dividido en «la primera continuación» y «la segunda continuación», a partir de la época del incendio y la copia. Ambas continuaciones son únicas en términos de la información que ofrecen, del estilo que usan y de su lenguaje. La primera continuación abarca desde el año 1122 hasta el 1131; la segunda empieza en el año 1132, llega hasta 1154 e incluye el reinado del rey Esteban.

### La primera continuación (1122-1131)
Aunque la segunda continuación es la más importante, esta primera describe hechos producidos en el área de Peterborough y ayuda a conocer el modo de vida de la gente corriente del lugar. La primera continuación grabó la Conquista de Guillermo, la incursión de Svend y rumores sobre otra turbulencia sobre el trono. Sin embargo, no dejó ninguna evidencia sobre la oposición sajona ni de la rebelión contra Guillermo y sus hijos. En esta continuación se incluye el relato de un testigo ocular para describir el incendio de la abadía de Peterborough debido a la embriaguez de los monjes. También trata sobre escándalos eclesiásticos, como aquel en el que se vio inmerso el abad de Glastonbury al usar mercenarios para garantizarle el control sobre su congregación. En este texto, comienza a haber un cambio importante en el lenguaje, partiendo del inglés antiguo, que empieza con las anotaciones para los años 1122-1131, con mezclas de vocabulario inglés antiguo y de inglés medio (con un incremento de las formaciones en francés antiguo) y sintaxis (una simplificación de los pronombres y de los verbos fuertes germánicos, además de la disminución en las declinaciones de los nombres). 
Los autores de ambas continuaciones tenían simpatía hacia el hombre común. Como Bennett sugiere, Peterborough es el origen para la compasión del laicismo hallada en relatos contemporáneos. Un ejemplo de ello es la descripción de la ejecución de cuarenta y cuatro ladrones como una atrocidad, en 1122; algunos de ellos eran inocentes. Según el autor monástico, los impuestos eran demasiado altos, obligando a los aldeanos a elegir entre robar o morirse de hambre. Por consiguiente, los nobles eran culpables de un doble pecado. Primero, habían ejecutado a inocentes y habían ejecutado a los culpables con mucha crueldad. Segundo, era tan pecador el noble por obligar a robar debido a su avaricia, como el pobre por robar pan. Cuando el rey normando Enrique I de Inglaterra colocó a un pariente suyo como abad en Peterborough (de hecho, ya era abad de Saint-Jean-d'Angély)), el cronista protestó por la ilegalidad y la irreverencia del nombramiento. También menciona este cronista la aparición en el cielo de la llamada Cacería salvaje cuando se produjo el nombramiento, como un signo de mal agüero. Al fallecer Enrique, la opinión del monje fue que la muerte del monarca había sido un remedio divino, porque Enrique había pretendido convertir a Peterborough en parte de la Orden de Cluny y también había intentado que su sobrino fuera el próximo abad.

### La segunda continuación (1132-1154)
La segunda continuación, la última, es excepcional debido a que fue creada por un solo autor, y en ella se relatan los acontecimientos ocurridos durante el período conocido como la "Anarquía inglesa". Se ha especulado con la posibilidad de que esta segunda versión hubiese sido dictada (el lenguaje usado reflejaría una versión temprana del inglés medio, que los expertos colocan en una época posterior al rey Esteban y Matilde) o escrito como unas memorias por un único monje. Es un relato altamente emotivo, lleno de descripciones de torturas, de miedo, de confusión y de hambrunas. 
Enrique I murió en 1135 y tanto Esteban como Matilde aspiraban al trono. El autor monástico describe la rebelión de los barones contra Esteban, la huida de Matilde y las torturas que los soldados de los barones infligían en la población.
El autor cree que Esteban es el culpable de la anarquía; cuando era necesario tomar posiciones de firmeza, el rey fue demasiado blando y permisivo. Cuando Esteban capturó a los barones declarados en rebelión, los dejó libres con la condición única de jurarle fidelidad. En el texto podemos leer:
"Þa the suikes undergæton ðat he milde man was and softe and god, and na iustise ne dide, þa diden hi alle wunde" (1137)
("Cuando estos hombres comprendieron que él (Esteban) era un caballero, e indulgente y permisivo, y que no ejecutaba las leyes, todos se maravillaron.") (Clark, 1958)
Entonces los barones intentaron enriquecerse tan rápido como pudieran. Necesitaban dinero y trabajadores para la construcción de castillos (lo que el autor consideraba como excepcional y novedoso). Por lo tanto, empezaron a robar a todo aquel que se cruzase con ellos:
"æuric rice man his castles makede and agænes him heolden; and fylden þe land ful of castles. Hi suencten suyðe þe uurecce men of þe land mid castelweorces; þa þe castles uuaren maked, þa fylden hi mid deoules and yuele men. Þa namen hi þa men þe hi wendan ðat ani god hefden, bathe be nihtes and be dæies, carlmen and wimmen, and diden heom in prisun and pined heom efter gold and syluer untellendlice pining; for ne uuaeren naeure nan martyrs swa pined alse hi waeron."
("Cada cacique construyó castillos y los usó en su lucha contra el rey; y ellos llenaron sus tierras de castillos. En las tierras que poseían castillos, de forma viciosa oprimían a los pobres, y llenaron estas tierras de demonios y hombres malos. Entonces tomaron a todo aquel que tuviera algún bien, tanto de día como de noche, hombres trabajadores y mujeres. Los llevaron a prisión y los torturaron para saber si poseían oro y plata. Ningún mártir fue torturado como estos hombres lo fueron.")
El autor simpatiza con el granjero y artesano medios y narra la devastación ocurrida en la campiña. Muestra su indignación por los relatos de torturas:
"Me henged up bi the fet and smoked heom mid ful smoke. Me henged bi the þumbes other bi the hefed and hengen bryniges on her fet. Me dide cnotted strenges abuton here hæued and uurythen it ðat it gæde to þe haernes… I ne can ne I ne mai tellen alle þe wunder ne all þe pines ðat he diden wrecce men on þis land."
("A uno lo colgaron por los pies y llenaron sus pulmones de humo. A otro lo colgaron de los pulgares, mientras que a otro más lo colgaron de la cabeza, colocándole una cota de mallas en sus pies. A uno le colocaron una cuerda con nudos alrededor de la cabeza y la apretaron tanto que llegaron al cerebro... No podría volver a contar todas las atrocidades ni todas las torturas que infringieron a esos pobres hombres de esas tierras.")
Vino una época de hambrunas y muerte, debido a que las granjas fueron destruidas y los granjeros asesinados. Comenta el autor del texto que, cuando llegaban dos o tres jinetes a la villa, todo el mundo huía, presa del pánico, temiendo que fuesen ladrones. La economía finalmente se paralizó y era imposible conseguir ningún producto de primera necesidad. Aquellos que se aventuraban a viajar con dinero en busca de comida, corrían el riesgo de que les robasen o de que fuesen asesinados. Los barones pensaban que Dios no existía. El cronista grabó la creencia de la población sobre que Jesús se había dormido junto con sus ángeles; afirma que "esto, y más de lo que puedo decir, lo sufrimos durante 19 inviernos en castigo por nuestros pecados".
Tras el relato sobre «La Anarquía», el cronista comienza a hablar sobre los problemas de la iglesia. Se refiere al abad Martín, que reemplazó al ilegítimo Enrique, como un buen abad. Martín trasladó a los monjes a un nuevo monasterio. De acuerdo con el autor, también recuperó ciertas tierras de propiedad monástica que algunos nobles habían ocupado previamente por la fuerza. La crónica finaliza con la llegada de un nuevo abad a la muerte de Martín, un abad llamado Guillermo. Este abad probablemente detuvo la crónica.

### Una única voz de autor
Las dos continuaciones de la Crónica de Peterborough simpatizan con el pobre y esto las hace casi únicas en la historia escrita en latín o en inglés. Asimismo tratan más sobre la vida afuera de los monasterios que otras crónicas. La crónica general es un tanto estrecha de miras. La mayoría de las versiones anotaron los sucesos nacionales como, por ejemplo, el desarrollo de un reinado o el cambio de soberano, pero la descripción de las tierras que rodean a un monasterio es limitada. Los augurios y los presagios reciben cobertura, pero los cronistas rara vez debaten sobre las alianzas políticas (como el autor de la segunda continuación hizo al denunciar a aquellos obispos que se aliaron con Matilde) o la legalidad de algunos gobiernos monásticos (el autor de la primera continuación lo hizo al lamentar la elección del abad Enrique). Los monjes que recopilaron la continuación en Peterborough, estaban tomando, de forma consciente, una nueva dirección (quizá bajo la dirección del abad Martín) o bien seguían un tipo de crónica que estaba confinada a su propio monasterio (que se perdió con el incendio).
Las continuaciones son igualmente únicas en sus cambios lingüísticos. Cuando copian textos provenientes de Winchester, conservan la ortografía y la sintaxis del final del inglés antiguo y, cuando se refieren a eventos sobre los que no existían textos para copiar, el lenguaje cambia a una nueva forma.

### Historia del manuscrito
El manuscrito de la Crónica hoy en día está en posesión de la Biblioteca Bodleiana. El texto fue donado a la biblioteca el 28 de junio de 1639 por William Laud, que fue rector de la Universidad de Oxford además de arzobispo de Canterbury. Laud incluyó el manuscrito junto con otros documentos que formaban parte de su tercera serie de donaciones que hizo a la biblioteca en los años anteriores a la Revolución inglesa. Al manuscrito se le identifica como Laud Misc. 636; anteriormente era denominado O. C. 1003 (O. C.: old catalogue, «catálogo antiguo» en inglés).